# .mail
.mail – domena najwyższego poziomu zaproponowana przez The Spamhaus Project, ale odrzucona przez ICANN. Miała służyć redukcji spamu poprzez używanie domeny dla pewnych adresów e-mail.